# Токугава Ијејасу
Токугава Ијејасу (покрајина Микава, 31. јануар 1543 — дворац Сумпу, 1. јун 1616) је био оснивач и први шогун династије Токугава, која је владала Јапаном од битке код Секигахаре (1600) до Меиџи обнове (1868). Ијејасу је приграбио власт 1600, постао шогун 1603, повукао се с положаја 1605, али је остао на власти до смрти.
Ијејасу је један од три човјека заслужна за уједињење средњовековног Јапана. Друга двојица су били његови савременици и војсковође Ода Нобунага и Тојотоми Хидејоши. Ијејасу се на почетку везао уз Нобунагу како би пребродио општи рат у Јапану тог доба и полако изградио свој посед. У 1580-им је постао важан даимјо, владар плодног и многољудног хана (поседа). building up his strength.
Кад је Нобунага умро, Ијејасу је понудио своје услуге Хидејошију, који је ширио власт над југозападним Јапаном. У међувремену је оснажио своје вазалске снаге и повећао економску моћ својих поседа. Кад је Хидејоши у 1590-има пошао у катастрофалне походе против Кореје, Ијејасу га није следио, него је осигурао положај у земљи.
По Хидејошијевој смрти, Ијејасу је имао највећу и најпоузданију војску, као и најпродуктивније и најбоље устројене поседе у Јапану. У биткама је победио све супарнике, којима је затим одузео земљу и дао им нове поседе далеко од јапанских средишта, која су углавном постала његово власништво. Добио је наслов шогуна и две године касније пренео га на свог сина, па је тако шогунат постао наследна титула династије Токугава.

## Позадина
Током муромачи периода, клан Мацудајра је контролисао је део провинције Микава (источна половина данашње префектуре Аичи). Ијејасуов отац, Мацудајра Хиротада, био је мањи локални војсковођа из замка Оказаки који је контролисао део Токаидског пута који повезује Кјото са источним провинцијама. Његова територија била је између јачих и грабежљивих комшија, укључујући клан Имагава са седиштем у провинцији Суруга на истоку и клан Ода на западу. Хиротадин главни непријатељ био је Ода Нобухиде, отац Ода Нобунаге.

## Младост (1542—1556)
Токугава Ијејасу је рођен у Оказаки дворцу на 26. дан дванаестог месеца једанаесте године Тенбуна, према јапанском календару. Првобитно назван Мацудајра Такечијо (松平 竹千代), он је био је син Мацудаира Хиротада (松平 廣忠), даимијоа од Микаве из клана Мацудајра, и Одај но Ката (於大の方, даме Одај), кћерке суседног самурајског господара, Мизуно Тадамаса (水野 忠政). Његова мајка и отац су били полу-сродници. Имали су само 17, односно 15 година када се Такечијо родио.
У години када се Такечијо родио, клан Мацудајра је подељен. Године 1543, Хиротадин ујак, Мацудајра Нобутака прешао је у клан Ода. Ово је дало Ода Нобухидеу самопоуздање да нападне Оказакија. Убрзо након тога, Хиротадин таст је умро, а његов син Мизуно Нобумото оживео је традиционално непријатељство клана према Мацудајрама и прогласио се и за Ода Нобухиде. Као резултат тога, Хиротада се развела од Одај-но-ката и послала је назад својој породици. Хиротада се касније поново женио различитим женама, а Такечијо је на крају имао 11 полубраће и сестара.
Док је Ода Нобухиде наставио да напада Оказакија, Хиротада се обратио за помоћ свом моћном источном суседу, Имагави Јошимоту. Јошимото је пристао на савез под условом да Хиротада пошаље свог младог наследника у Сунпу Домајна као таоца. Ода Нобухиде је сазнао за овај аранжман и Такечија је отео и одвео у Сунпу. Такечијо је тада имао само пет година. Нобухиде је запретио да ће погубити Такечиија ако његов отац не прекине све везе са кланом Имагава. Међутим, Хиротада је то одбио, наводећи да би жртвовање властитог сина показало његову озбиљност у пакту са Имагавом. Упркос овом одбијању, Нобухида је одлучио да не убије Такечија, већ га је држао као таоца наредне три године у храму Хоншоји у Нагоји. Прича се да је Ода Нобунага упознао Такечија на овом месту, пошто је Такечијо имао 6 година, а Нобунага је тада имао 14 година.
Године 1549, када је Такечијо имао 6 година, његовог оца Хиротаду убили су његови вазали, које је поткупио клан Ода. Отприлике у исто време, Ода Нобухиде је преминуо током епидемије. Нобухидеова смрт је нанела тежак ударац клану Ода.
Године 1551, војска под командом Имагаве Сесаја опседала је дворац у којем је живео Ода Нобухиро, најстарији син Нобухиде. Нобухиро је био клопци клана Имагава, али га је путем преговора спасио Ода Нобунага, други Нобухидеов син. Сесај је склопио споразум са Нобунагом да се Такечијо врати у Имагаву, и он је пристао. Тако је Такечијо (сада са девет година) одведен као талац Сунпуа. Код Сунпуа је остао талац, али су га третирали прилично добро као потенцијално корисног будућег савезника клана Имагава до 1556. године, када је имао 14 година.